# Leslie Thompson
Leslie Anthony Joseph Thompson (* 17. Oktober 1901 in Kingston (Jamaika); † 26. Dezember 1987 in London) war ein britischer Jazzmusiker (Trompete, auch Posaune, Kontrabass, Cello und Kornett) jamaikanischen Herkunft.

## Leben und Wirken
Thompson wurde in Kingston an der katholischen Alpha Cottage School ausgebildet, wo er Blas- und Streichorchestern angehörte. Im Alter von 16 Jahren wurde er in das West India Regiment aufgenommen, in dessen Orchester er spielte; 1919 erhielt er eine Ausbildung in der Londoner Kneller Hall; mit dem Orchester des Regiments trat er 1924 auf der British Empire Exhibition in Wembley auf, um sonst in Jamaica zu musizieren. 1929 zog er nach London.
In den frühen 1930er Jahren gehörte er zur Band von Spike Hughes, mit dem es zu Aufnahmen kam. 1934 und 1935 war er mit Louis Armstrong auf Europatournee, spielte dann bei Leon Abbey, bevor er seine eigene Band gründete. Diese wurde 1936 durch Ken Johnson übernommen. 1936/37 trat Thompson mit Benny Carter auf, mit dem auch Aufnahmen entstanden, um 1938 bei Ben Frankel und 1939 als Bassist bei Edmundo Ros zu arbeiten. Im Zweiten Weltkrieg diente Thompson bei der Artillerie und wurde 1944 Teil der Show Stars in Battledress. Nach der Entlassung bildete er sich auf der Guildhall School of Music fort und spielte in Tanzhallen und Nachtclubs bis 1954, um dann als Bewährungshelfer zu arbeiten.